# 1932년 동계 올림픽 루마니아 선수단
1932년 동계 올림픽 루마니아 선수단은 미국 레이크플래시드에서 개최된 1932년 동계 올림픽에 참가한 올림픽 루마니아 선수단이다.

### 봅슬레이
| 선수                                                                      | 세부 종목  | 1차 시기 | 1차 시기 | 2차 시기 | 2차 시기 | 3차 시기 | 3차 시기 | 4차 시기 | 4차 시기 | 합계    | 합계 |
| 선수                                                                      | 세부 종목  | 기록     | 순위     | 기록     | 순위     | 기록     | 순위     | 기록     | 순위     | 기록    | 순위 |
| 알렉산드루 파파너 두미트루 후베르트                                       | 남자 2인승 | 2:15.51  | 7        | 2:07.82  | 4        | 2:06.12  | 5        | 2:03.02  | 4        | 8:32.47 | 4    |
| 알렉산드루 파파너 알렉산드루 로네스쿠 울리세 페트레스쿠 두미트루 후베르트 | 남자 4인승 | 2:09.09  | 6        | 2:14.32  | 7        | 2:02.00  | 5        | 1:58.81  | 4        | 8:24.22 | 6    |

## 참조
- (ed.) George Lattimer (1932). 《Official Report III Olympic Winter Games Lake Placid 1932》 (PDF). III Olympic Winter Games Committee. 2008년 4월 10일에 원본 문서 (PDF)에서 보존된 문서. 2008년 6월 10일에 확인함.
- “Olympic Medal Winners”. International Olympic Committee. 2008년 6월 10일에 확인함.
- (영어) sports-reference.com